# 亚东垂头菊
亚东垂头菊（学名：Cremanthodium yadongense）是菊科垂头菊属的植物，是中国的特有植物。分布于中国大陆的西藏等地，生长于海拔4,000米至4,780米的地区，见于山坡草地和高山草甸，目前尚未由人工引种栽培。